# Гай Сервилий Тука
Гай Сервилий Тука (на латински: Gaius Servilius Tucca) e политик на Римската република през III век пр.н.е.
През 284 пр.н.е. той е консул с Луций Цецилий Метел Дентер. Колегата му Дентер е убит в битката при Арециум против сеноните. Негов заместник като суфектконсул става Маний Курий Дентат.